# Gymnapogonini
Die Gymnapogonini sind eine Tribus der Kardinalbarsche (Apogonidae). Alle Arten der vier Gattungen kommen im küstennahen im Roten Meer und im tropischen Indopazifik von der Küste Ostafrikas bis Japan im Norden und östlich bis zu den Hawaii und Französisch-Polynesien vor.

## Merkmale
Die kleinen Fische werden 2,5 bis 7,5 cm lang. Ihr Körper ist durchscheinend und unbeschuppt (Gymnapogon) oder mit großen Rundschuppen oder großen, nur wenig ausgebildeten Kammschuppen bedeckt. Die Seitenlinie erstreckt sich über 23 bis 24 Schuppen oder sie besteht aus freien Neuromasten. Sie kann in der Mitte unterbrochen sein. Der Rand des Präoperculums ist glatt, an seiner Ecke befinden sich ein oder mehrere Stacheln. Die Schwanzflosse ist gegabelt oder abgerundet. Die Hypuralia 1+2 sind zusammengewachsen, die sowie Hypuralia 3+4 sind freiliegend oder mit dem Urostyl verwachsen. Die Supramaxillare, ein Knochen des Oberkiefers, fehlt. Sechs Infraorbitalia (Augenringknochen). Auf der Prämaxillare und im Unterkiefer befinden sich einige vergrößerte Zähne. Die Gaumenzähne sind bürstenförmig, auf dem Vomer manchmal auch caniform.
- Flossenformel: Dorsale 1 VI, Dorsale 2 I/8–13; Anale II/8–16, Pectorale 10–14
- Wirbel 10+14 o. 9+15 (Cercamia)

## Gattungen und Arten

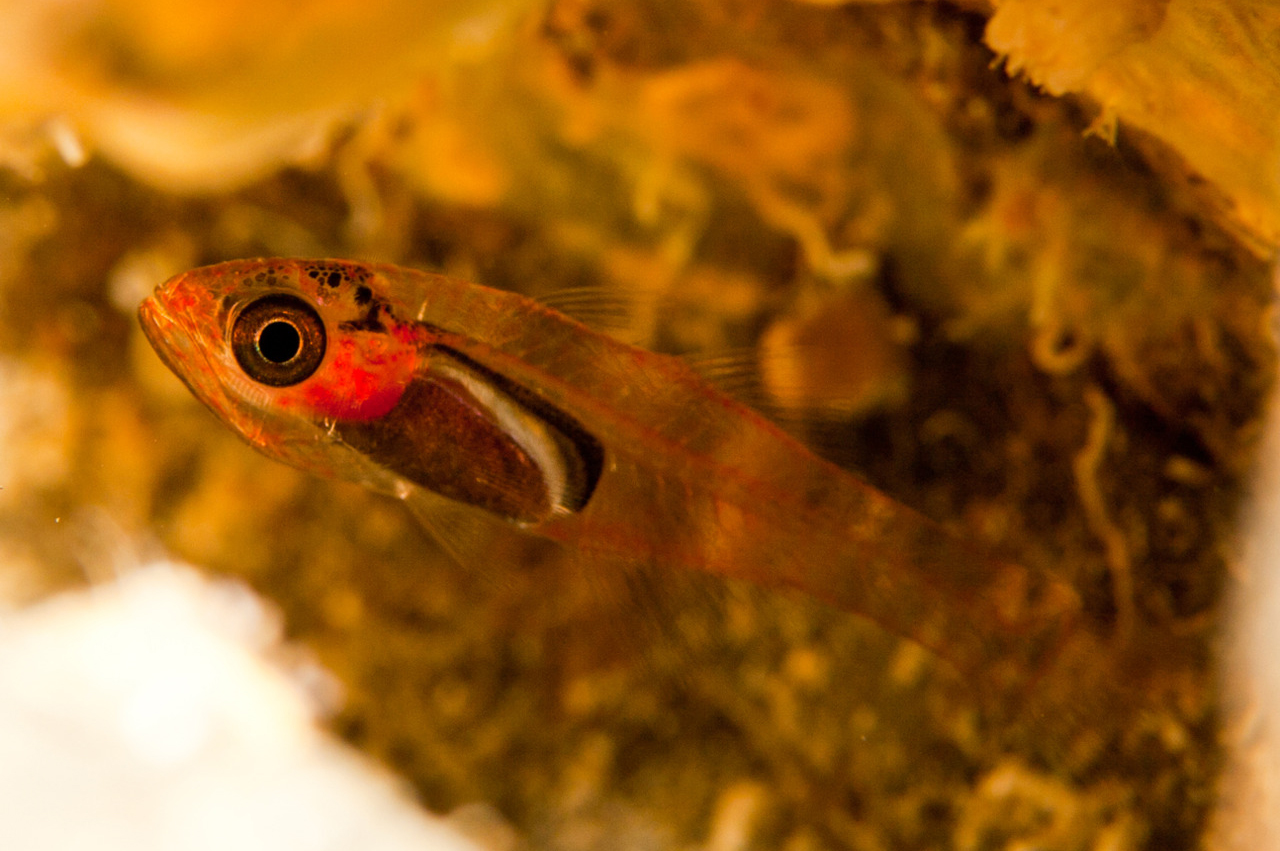
Cercamia eremia

- Gattung Cercamia Randall & Smith, 1988.
  - Cercamia cladara Randall & Smith, 1988
  - Cercamia eremia (Allen, 1987)
  - Cercamia melanogaster Allen et al., 2015
- Gattung Gymnapogon Regan, 1905
  - Gymnapogon africanus Smith, 1954
  - Gymnapogon annona (Whitley, 1936)
  - Gymnapogon foraminosus (Tanaka, 1915)
  - Gymnapogon janus Fraser, 2016
  - Gymnapogon japonicus Regan, 1905
  - Gymnapogon melanogaster (Herre, 1938)
  - Gymnapogon philippinus Gon & Golani, 2002
  - Gymnapogon sagittarius Yoshida et al., 2019
  - Gymnapogon urospilotus Lachner, 1953
  - Gymnapogon vanderbilti (Fowler, 1938)
  - Gymnapogon velum Fraser, 2019
- Gattung Lachneratus Fraser & Struhsaker, 1991.
  - Lachneratus phasmaticus Fraser & Struhsaker, 1991
- Gattung Pseudamiops Smith, 1954
  - Pseudamiops diaphanes Randall, 1998
  - Pseudamiops gracilicauda (Lachner, 1953)
  - Pseudamiops pellucidus Smith, 1954
  - Pseudamiops phasma Randall, 2001
  - Pseudamiops springeri Gon, Bogorodsky & Mal, 2013